# Суворов Олександр Васильович (футболіст)
Олександр Васильович Суворов (рос. Александр Владимирович Суворов; нар. 13 грудня 1961) — радянський та російський футболіст, захисник.

## Життєпис
1978 року розпочав виступати за дублюючий склад грозненського «Терека». З 1980 грав за основний склад команди у другій лізі.
У 1982 році перейшов у ростовський СКА, у його складі рік по тому став срібним призером першої ліги. 17 березня 1984 року дебютував у вищій лізі у матчі проти московського «Торпедо», замінивши на 72-й хвилині Сергія Яшина. Загалом у першій половині сезону 1984 року зіграв вісім матчів у вищій лізі.
Влітку 1984 року повернувся до «Терек». За грозненську команду виступав до кінця 1991 року, зігравши за неї в першості країни 243 матчі (з урахуванням періоду 1980-1981). Забив останній м'яч «Терека» у першості СРСР — 31 жовтня 1991 року у ворота пермської «Зірки». Двічі відлучався з клубу — 1985 року значився у складі запорізького «Металурга», але жодної гри не провів, а 1990 року виступав за астраханський «Волгар».
Після розпаду СРСР вдруге перейшов у «Волгар», потім виступав за «Ангушт» та «Світанок» (Троїцьке), а також на аматорському рівні за астраханське «Динамо». Завершив кар'єру 1997 року.
Після закінчення кар'єри гравця став футбольним арбітром, судив матчі другого дивізіону. Представляло місто Астрахань.